# کاملیا کولت

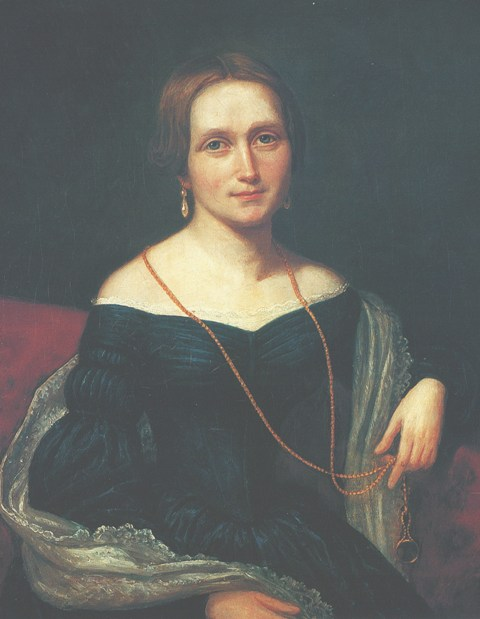
کاملیا کلت (۱۸۳۹)

کاملیا کولت (زاده ورژلند) (۲۳ ژانویه ۱۸۱۳–۶ مارس ۱۸۹۵) نویسنده نروژی بود، که اغلب از او به عنوان اولین فمینیسم نروژی یاد می‌شد. او همچنین خواهر کوچکتر شاعر نروژی هنریک ورژلند بود و به عنوان اولین مشارکت کننده در واقع گرایی در ادبیات نروژ شناخته می‌شود. برادر کوچکتر وی سرلشکر جوزف فرانتز اسکار ورژلند بود.

## اوایل زندگی
کاملیا در کریستیسانند، نروژ به دنیا آمد، دختر نیکولای ورژلند، کشیش برجسته نروژی، سیاستمدار و آهنگساز برجسته در زمان خود و آلته نئو تالوو است. برادر او، نویسنده هنریک ورگلاند بود. هنگامی که کاملیا چهار ساله بود، خانواده وی به ایدسوول رفتند، و پدرش در آنجا کشیش شد. کاملیا در یک خانواده ادبی بزرگ شد او بیشتر سالهای نوجوانی خود را در مدرسه ای در دانمارک گذراند.

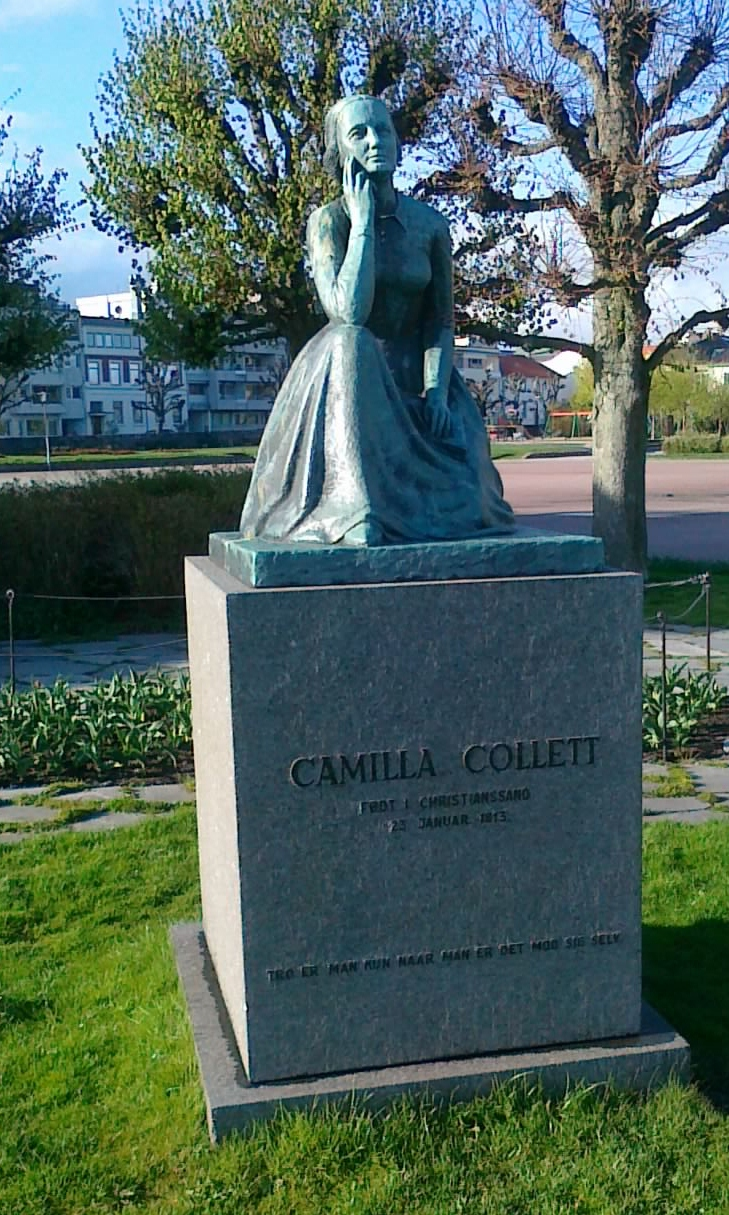
مجسمه یادبود
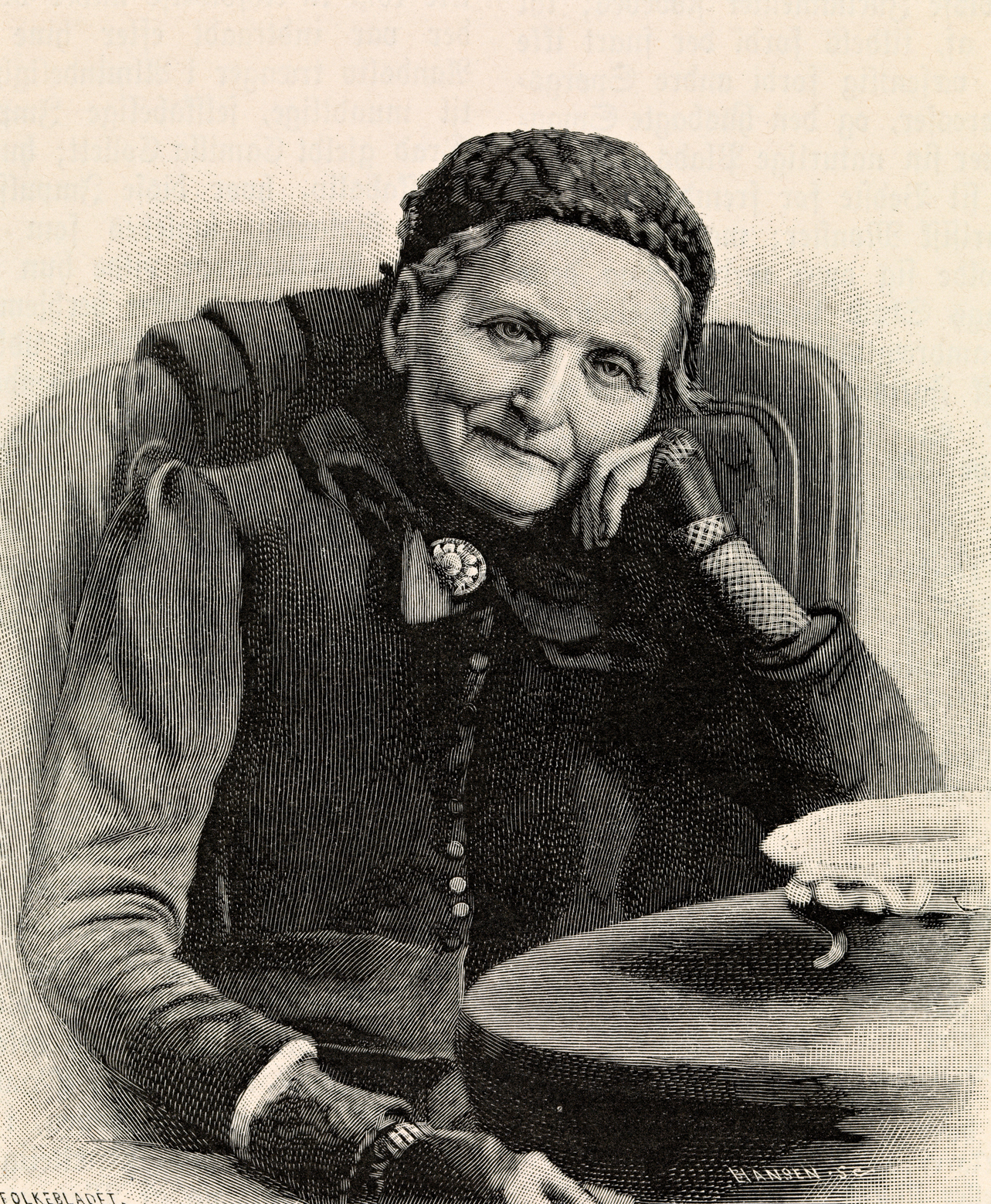
عکس کاملیا کلت (۱۸۹۳)